# 電気管理技術者
電気管理技術者（でんきかんりぎじゅつしゃ）とは、電気事業法施行規則第52条の2・一号に定められた、自家用電気工作物の電気保安に関する業務を行う個人事業者のことである。自家用電気工作物を有する事業者等は、電気管理技術者との契約によって電気主任技術者の選任が不要となる。

## 概要
電気事業法では、事業者が設置する事業用電気工作物（自家用電気工作物を含む）の工事、維持、運用に関する保安の監督をさせるため、原則として電気主任技術者免状の交付を受けている者のうちから、主任技術者を選任することが定められている。
しかし、以下のような自家用電気工作物の施設を設置する事業場について、電気管理技術者又は電気保安法人に保安業務の委託をする場合は、経済産業大臣（または産業保安監督部長）の承認を受けた上で、主任技術者を選任しないことができる（電気事業法施行規則第52条2項）。このことを外部委託承認という。
- 外部委託承認により主任技術者を選任しないことのできる施設 
  - 7000V以下で受電する需要設備
  - 出力2000kW未満の発電所（原子力発電所を除く）
  - 600V以下配電線路を管理する事業場

## 電気管理技術者の要件
電気事業法施行規則第五十二条の二第一号ロの要件等に関する告示にて定められている。
1. 電気主任技術者免状の交付を受けている
2. 告示要件に該当している（第1種電気主任技術者は3年、2種は4年、3種は5年の実務従事経験）
3. 告示する機械器具を有している（絶縁抵抗計、接地抵抗計、継電器試験装置、絶縁耐力試験装置、高圧検電器など）
4. 保安管理業務を実施する事業場の種類及び規模に応じて算定した値が告示未満である
5. 保安管理業務の適確な遂行に支障を及ぼすおそれがない
6. 取消しにつき責めに任ずべき者で、その取消しの日から二年を経過しないものではないこと